# ベルモンド (企業)
ベルモンド（Belmond Ltd.）は世界各国で高級ホテル、クルーズ、豪華列車を運営する会社。2014年現在、ラグジュアリー・ホテルを45軒、レストランを1軒、6つの豪華列車、3つのリバークルーズを22カ国で運営している。2014年7月に社名をオリエント・エクスプレス・ホテルズからベルモンド（ラテン語で美しい地の意）と変えた。
創始者は海運会社、シーコンテナ社社長ジェームス・シャーウッドで、代表的なロンドン - ヴェネツィア間を結ぶ豪華列車、ベニス・シンプロン・オリエント・エクスプレスや、イギリス国内を走るベルモンド ブリティッシュ・プルマンとベルモンド ノーザンベル、スコットランドのロイヤル・スコッツマンを運営している。また、クスコ - マチュピチュ間を結ぶ列車ペルー・レイルも半分所有している。
また、ミャンマーの中心を流れるエーヤワディー川（旧イワラジ川）のクルーズ ロード・トゥー・マンダレイ (Road to Mandalay) やフランスのアフロート・イン・フランス（Afloat in France）のフランチャイズを運営している。
レストランに関しては、ニューヨークの、21 クラブなどがある。
ヨーロッパに有するホテルの中では、ヴェネツィアのベルモンド ホテル・チプリアーニ（Hotel Cipriani）（オリエント・エクスプレス社は2006年に株の49%をハリーズ・バー（Harry's Bar） ロンドン支社に売却している）が有名である。2008年、ロンドンの裁判所にて名称を巡って争われたCipriani S.A.との訴訟に勝ち、Cipriani S.A.はロンドンにてチプリアーニを名乗ることが禁止された。その他ヨーロッパのホテルには、アマルフィー海岸にあるベルモンド カルーソや、フィレンツェにあるベルモンド ヴィラ・サン・ミケーレ、ロシアのサンクトペテルブルクにあるベルモンド グランド・ホテル・ヨーロッパなどがある。
南アメリカに有するホテルには、リオ・デ･ジャネイロのベルモンド コパカバーナ・パレス（Copacabana Palace）、ペルーにはクスコのベルモンド ホテル・モナステリオとオール・スイート様式のベルモンド パラシオ・ナザレナス、マチュピチュ遺跡近くのベルモンド サンクチュアリー・ロッジ、ウルバンバのベルモンド ホテル・リオ・サグラド、リマのベルモンド ミラフローレス・パークがあり、ブラジルにはイグアスの滝のあるイグアス国立公園内唯一のホテル、ベルモンド ホテル・ダス・カタラタスがある。
東南アジアに有するホテルには、バリのジンバランにあるベルモンド ジンバラン・プリ・バリ、カンボジアのシェムリアップにあるベルモンド ラ・レジデンス・アンコール、ミャンマーのヤンゴンにあるベルモンド ガバナーズ・レジデンス、ラオスのルアン・パバンの町にあるラ･レジデンス・プーバオ、タイのサムイ島にあるナパサイがある。